# Turó de la Moixa
El turó de la Moixa és una muntanya del massís del Montseny que té una altura sobre el nivell del mar de 1.187 m, al terme municipal de Sant Pere de Vilamajor, a la comarca del Vallès Oriental. També conegut com a turó del Roquet. Està situat a la part nord del terme municipal, sota els contraforts llevantins de la Calma. Hi afloren materials del cambrià-ordovicià (nivells pissarrosos amb diferents graus de metamorfisme). També hi trobem afloraments de calcosquists i calcàries del Devonià, juntament amb materials del Carbonífer (a la base, pissarres, i a sobre, calcàries amb intercalacions argiloses).
Sota el turó del Samont, al pla de la Moixa hi neix la riera de Vilamajor.